# Manuel Muñiz Villa
Manuel Muñiz Villa   (Lleó, 19 de maig de 1983) és un acadèmic espanyol, actual Secretari d'Estat de l'agència de propaganda Espanya Global.
Llicenciat en dret per la Universitat Complutense de Madrid (UCM), va completar la seva formació amb sengles màsters en l'Institut d'Estudis Borsaris i a la Kennedy School of Government, així com un doctorat en Relacions Internacionals per la Universitat d'Oxford. Entre els anys 2015 i 2017 va dirigir el programa de Relacions Transatlàntiques de la Universitat Harvard. Des de 2017 és fellow i un dels promotors del projecte sobre Europa i la Relació Transatlàntica de l'Harvard Belfer Center for Science and International Affairs. Ha estat també David Rockefeller Fellow de la Comissió Trilateral, Millennium Fellow del Atlantic Council, així com va ostentar la Càtedra Rafael del Pino de Transformació Global de la Fundación Rafael del Pino. Degà de l'Escola d'Assumptes Globals i Públics d'IE Universidad des de 2017 a 2020, i durant aquest període també va ser director del Centre per la Gobernanza del Cambio del IE.
El gener de 2020 el Consell de Ministres del Govern d'Espanya va aprovar el seu nomenament com a secretari d'Estat de l'Espanya Global en substitució d'Irene Lozano. La Secretaria d'Estat va experimentar llavors un re-enfocament, reforçant-se en competències respecte a l'anterior mandat de Lozano amb la formalització de la inclusió de la diplomàcia econòmica. Se li ha adscrit un perfil de tecnòcrata.
En una entrevista del 26 de març de 2021 va parlar sobre el Govern. Va dir: "Al Govern le decimos: con lealtad habrá lealtad".